# Djamel Ainaoui
Djamel Ainaoui (Courrières, 20 de marzo de 1975) es un deportista francés que compitió en lucha grecorromana. Ganó dos medallas en el Campeonato Europeo de Lucha, plata en 1997 y bronce en 2002.

## Palmarés internacional
| Campeonato Europeo | Campeonato Europeo    | Campeonato Europeo | Campeonato Europeo |
| Año                | Lugar                 | Medalla            | Categoría          |
| ------------------ | --------------------- | ------------------ | ------------------ |
| 1997               | Kouvola (Finlandia)   | Medalla de plata   | 58 kg              |
| 2002               | Seinäjoki (Finlandia) | Medalla de bronce  | 60 kg              |